# 北村薫
北村 薫（きたむら かおる、本名 宮本 和男、1949年12月28日 -）は、日本の小説家、推理作家。ミステリをはじめとする小説の執筆に加え、エッセイやアンソロジー編纂も手がける。早稲田大学元教授。
高校の国語教師をしながら『空飛ぶ馬』（1989年）でデビュー。日常の謎を鮮やかに描く推理小説で人気を博す。『鷺と雪』（2009年）で直木賞受賞。ほかに『盤上の敵』（1999年）、『リセット』（2001年）、『ひとがた流し』（2006年）など。

## 経歴
埼玉県北葛飾郡杉戸町生まれ。早稲田大学第一文学部卒業。在学中はワセダミステリクラブに所属。卒業後、母校である埼玉県立春日部高等学校の国語教師をしながら（1980年 - 1993年）、創元推理文庫の「日本探偵小説全集」（1984年から1996年刊行）の編集委員となる。
1989年、覆面作家として東京創元社「鮎川哲也と十三の謎」の1冊『空飛ぶ馬』でデビューした。1991年に『夜の蝉』で第44回日本推理作家協会賞（連作短篇集賞）を、2006年に『ニッポン硬貨の謎』で第6回本格ミステリ大賞（評論・研究部門）・2006年版バカミス大賞を受賞する。代表作『スキップ』等で、直木賞最終候補作に6度選ばれている。また、本格ミステリ作家クラブ設立時の発起人の一人であり、初代事務局長を務める。2005年、同クラブの会長に就任する。また同年より翌2006年度まで、早稲田大学文学学術院客員教授として教壇に立った。2009年、『鷺と雪』で第141回直木賞を受賞。同年、彩の国功労賞を受賞。2013年度より再度早稲田大学にて文学学術院・文化構想学部教授に着任。
国語教師時代の教え子にラーメンズの片桐仁、演劇集団キャラメルボックスの西川浩幸がいる。片桐は偶然『スキップ』を読み、自分が受けた授業が描かれていて感動した、と語っている。西川は舞台化された『スキップ』に出演した。
推理小説の執筆だけではなく、推理小説に関する評論やエッセイも多い。また、鮎川哲也の短編集（『五つの時計』・『下り“はつかり” 』-ともに創元推理文庫、1999年）の編集を行なったり、自らアンソロジーを編んだりと、編集の分野でも活動している。
また、高校・大学を通しての後輩である、同じく推理作家の折原一との親交が深く、北村薫のデビューも、折原一に刺激されてのものだった。折原は覆面作家時代の北村をモデルにした“西村香”というキャラクターが主人公の『ファンレター』という作品を執筆している。
歌人の藤原龍一郎はワセダミステリクラブの後輩にあたり、宝島社のムック本 『静かなる謎 北村薫』には、藤原との対談記事が載せられている。自身も詩歌に通じており、『詩歌の待ち伏せ』など詩歌論の著書がある。歌人の天野慶との交流もある。

### 覆面作家時代
覆面作家としてデビューし、当初はその正体が色々と推理された。デビュー作『空飛ぶ馬』から始まる一連の『円紫さん』シリーズの主人公である「私」（名前は明かされていない）が女子大生であり、文章や視点なども女子大生を髣髴とさせるものがあるという事で、作者もまた女子大生なのではないかという説が有力視されていたが、『夜の蝉』で日本推理作家協会賞を受賞した際に、自らの素性を明らかにした。

## 評価と位置づけ
北村薫のミステリには、「日常の謎」といわれるものが多い。この分野の作品を書く他の作家に加納朋子、若竹七海、米澤穂信、光原百合、青井夏海、澤木喬、坂木司らがいる。
詩歌、一般文学への素養も深く、近年一般文芸作品の著書も多いことから、ミステリ離れを指摘する向きもある。ただ当人の謎解き物語への愛着は「本格原理主義者」とも呼ばれるほど人並みならぬものであり、2005年から2014年には本格ミステリ作家クラブの第2代会長もつとめた。2005年の著作『ニッポン硬貨の謎』では第6回本格ミステリ大賞（評論・研究部門）を受賞している。
アンソロジーやエッセイを通じてのミステリ論、読書啓蒙の仕事も大きな比重を持っている。優れた読み手としての見識を買われ、文学賞の選考委員を複数務めている。

## 作品

### 『円紫さん』シリーズ
大学で日本文学を学ぶ《私》は、恩師が同じであるという縁からファンであった落語家・春桜亭円紫の知遇を得る。知り合った席で話に出た恩師の不思議な体験について明快で合理的な説明を付けた円紫に対し、《私》はそれからもたびたび自らの身の回りで起こった疑問・謎を円紫に示す。円紫は、時に自らそれを解決し、時に《私》にヒントを与えて《私》自身による解決を促す。シリーズ開始当初は大学2年生である《私》が進行とともに時を重ね、成長していく成長小説の要素もあわせ持つシリーズである。
『六の宮の姫君』は、主人公が芥川龍之介の短編『六の宮の姫君』の創作の意図を解き明かすために、芥川の交友関係を探っていく文学推理もので、番外編ともいえる作品。坂木司は、大学在学中、新本格で湧く中、自分も書いてみたいと思う作品になり、学生生活においても卒論の作成に参考にしたと述べている。自著『先生と僕』にも物語中の人物が「卒論」に関連する書籍と紹介した。
- 『空飛ぶ馬』（1989年3月 東京創元社 鮎川哲也と十三の謎 / 1994年3月 創元推理文庫） - デビュー作
  - 収録作品：織部の霊 / 砂糖合戦 / 胡桃の中の鳥 / 赤頭巾 / 空飛ぶ馬
- 『夜の蝉』（1990年1月 創元ミステリ'90 / 1996年2月 創元推理文庫 / 2005年6月 双葉文庫）
  - 収録作品：朧夜の底 / 六月の花嫁 / 夜の蝉
- 『秋の花』（1991年2月 東京創元社 黄金の13 / 1997年2月 創元推理文庫） - 初の長編作品
- 『六の宮の姫君』（1992年4月 創元クライム・クラブ / 1999年6月 創元推理文庫）
- 『朝霧』（1998年4月 創元クライム・クラブ / 2004年4月 創元推理文庫）
  - 収録作品：山眠る / 走り来るもの / 朝霧
- 『太宰治の辞書』（2015年3月 新潮社 / 2017年10月 創元推理文庫）
  - 収録作品：花火 / 女生徒 / 太宰治の辞書（書き下ろし） / 白い朝（文庫版のみ）/ 一年後の『太宰治の辞書』（文庫版のみ）/ 二つの『現代日本小説大系』（文庫版のみ）

### 『覆面作家』シリーズ
出版社で推理小説雑誌の編集部に勤める岡部良介は、覆面作家としてデビューした新人作家を担当することになる。その新人作家である新妻千秋は大富豪の一人娘で、家では内向的でおとなしい性格だが、一歩家の外へ出ると男言葉で活発な人格に変わるという別の一面があった。岡部良介が持ち込む身の回りの事件を、新妻千秋が解決するシリーズである。第1集でいったん休止したが、シリーズ誕生に尽力した角川書店の担当編集者・豊嶋和子の死去を受けて再開。再開第1話で岡部の先輩・左近雪絵を海外転勤という形でレギュラーから外し、「本を手にしたら、いつだってあの人に会える」という千秋のセリフで見送っている。1994年には、角川書店あすかコミックスより美濃みずほにより漫画化され、1998年に『お嬢様は名探偵』というタイトルでTVドラマ化された（NHK・主演：ともさかりえ）。
- 『覆面作家は二人いる』（1991年11月 角川書店 / 1997年11月 角川文庫 / 2002年2月 C★NOVELS / 2019年5月 角川文庫【新装版】）
  - 収録作品：覆面作家のクリスマス / 眠る覆面作家 / 覆面作家は二人いる
- 『覆面作家の愛の歌』（1995年9月 角川書店 / 1998年5月 角川文庫 / 2002年10月 C★NOVELS / 2019年7月 角川文庫【新装版】）
  - 収録作品：覆面作家のお茶の会 / 覆面作家と溶ける男 / 覆面作家の愛の歌
- 『覆面作家の夢の家』（1997年1月 角川書店 / 1999年10月 角川文庫 / 2003年2月 C★NOVELS / 2019年9月 角川文庫【新装版】）
  - 収録作品：覆面作家と謎の写真 / 覆面作家、目白を呼ぶ / 覆面作家の夢の家

### 時と人 三部作
- 『スキップ』（1995年8月 新潮社 / 1999年7月 新潮文庫）
  - 17歳、高校2年生の一ノ瀬真理子は、文化祭の日の夕方、昼寝から目覚めると自分が25年後の世界にいて、夫も子どももいる境遇におかれている事を知る。失われた年月の大きさを思いながら、それでも前向きに生きていこうと真理子は決意していく。第114回直木賞候補。1996年に単発ドラマとして映像化（NHK、松坂慶子主演）、2004年に、演劇集団キャラメルボックスにより舞台化された。
- 『ターン』（1997年8月 新潮社 / 2000年7月 新潮文庫）
  - メゾチント画家の森真希は交通事故に遭い、気づくと事故の一日前の世界に戻っていた。その世界では他に人間を含め生物は何もおらず、一日経って事故の時間になると、やはり元の一日前の世界に戻ってしまう。自らの行動に意味を見いだしにくい日々を過ごす真希のもとに、ある日電話がかかってくる。第118回直木賞候補。2001年に同名で映画化された（監督：平山秀幸・主演：牧瀬里穂）。
- 『リセット』（2001年1月 新潮社 / 2003年6月 新潮文庫）
  - 太平洋戦争の末期、神戸に住む水原真澄は、友人の従兄の結城修一に恋をするが、戦時下であるという状況から、お互いに想い合っていたにもかかわらず、恋は実らず、修一は空襲により死亡する。戦後、東京で出版社に勤めるようになった真澄は、そこで修一の面影を残す村上和彦という少年に出会う。

### ベッキーさんシリーズ
- 『街の灯』（2003年1月 文藝春秋 本格ミステリ・マスターズ / 2006年5月 文春文庫 / 2009年12月 大活字文庫【全3巻】）
  - 収録作品：虚栄の市 / 銀座八丁 / 街の灯
- 『玻璃の天』（2007年4月 文藝春秋 / 2009年9月 文春文庫 / 2010年2月 大活字文庫【全3巻】）
  - 収録作品：幻の橋 / 想夫恋 / 玻璃の天
  - 第137回直木賞候補
- 『鷺と雪』（2009年4月 文藝春秋 / 2009年10月 大活字文庫【全3巻】 / 2011年10月 文春文庫）
  - 収録作品：不在の父 / 獅子と地下鉄 / 鷺と雪
  - 第141回直木賞受賞

### いとま申して
著者の父の遺した日記を元に著者の父や同時代に生きた人々を描いた評伝風小説。
- 『いとま申して 『童話』の人びと』（2011年2月 文藝春秋 / 2013年8月 文春文庫）
- 『慶應本科と折口信夫 いとま申して2』（2014年11月 文藝春秋 / 2018年1月 文春文庫）
- 『小萩のかんざし いとま申して3』（2018年4月 文藝春秋 / 2021年2月 文春文庫）

### 中野のお父さんシリーズ
編集者として働く田川美希が出会った日常の謎や文学の謎を東京・中野に住む父が解決するシリーズ。
- 『中野のお父さん』（2015年9月 文藝春秋 / 2018年9月 文春文庫）
  - 収録作品：夢の風車 / 幻の追伸 / 鏡の世界 / 闇の吉原 / 冬の走者 / 謎の献本 / 茶の痕跡 / 数の魔術
- 『中野のお父さんは謎を解くか』（2019年3月 文藝春秋 / 2021年11月 文春文庫）
  - 収録作品：縦か横か / 水源地はどこか / ガスコン兵はどこから来たか / パスは通ったのか / キュウリは冷静だったのか / 『100万回生きたねこ』は絶望の書か / 火鉢は飛び越えられたのか / 菊池寛はアメリカなのか
- 『中野のお父さんの快刀乱麻』（2021年11月 文藝春秋 / 2024年11月 文春文庫）
  - 収録作品：大岡昇平の真相告白 / 古今亭志ん生の天衣無縫 / 小津安二郎の義理人情 / 瀬戸川猛資の空中庭園 / 菊池寛の将棋小説 / 古今亭志ん朝の一期一会
- 『中野のお父さんと五つの謎』（2024年2月 文藝春秋）
  - 収録作品：漱石と月 / 清張と手おくれ / 「白浪看板」と語り / 煙草入れと万葉集 / 芥川と最初の本

### その他の小説
- 『冬のオペラ』（1993年9月 中央公論社 / 1996年10月 C★NOVELS / 2000年2月 中公文庫 / 2002年5月 角川文庫）
  - 収録作品：三角の水 / 蘭と韋駄天 / 冬のオペラ
- 『水に眠る』（1994年10月 文藝春秋 / 1997年10月 文春文庫 / 2020年2月 文春文庫）
  - 収録作品：恋愛小説 / 水に眠る / 植物採集 / くらげ / かとりせんこうはなび / 矢が三つ / はるか / 弟 / ものがたり / かすかに痛い
- 『月の砂漠をさばさばと』（1999年8月 新潮社 / 2002年6月 新潮文庫）
  - 絵：おーなり由子
- 『盤上の敵』（1999年9月 講談社 / 2001年10月 講談社ノベルス / 2002年10月 講談社文庫 / 2021年6月 講談社文庫【新装版】）
- 『語り女たち』（2004年4月 新潮社 / 2007年4月 新潮文庫）
  - 第131回直木賞候補。
- 『ふしぎな笛ふき猫 民話・「かげゆどんのねこ」より』（2005年2月 教育画劇） - 民話をもとにした絵本
  - 絵：山口マオ
- 『ニッポン硬貨の謎 エラリー・クイーン最後の事件』（2005年6月 東京創元社 / 2009年4月 創元推理文庫）
  - 第6回本格ミステリ大賞（評論・研究部門）・2006年版バカミス大賞受賞作。北村薫が、エラリー・クイーンの遺稿を翻訳した、という設定である。クイーンが、「五十円玉二十枚の謎」（若竹七海が実際に体験した「日常の謎」）と幼児連続殺害事件の真相に挑む。クイーン作品の一つ、『シャム双子の謎』への評論も主題の一つとなっている。
- 『紙魚家崩壊 九つの謎』（2006年3月 講談社 / 2009年3月 講談社ノベルス / 2010年3月 講談社文庫）
  - 収録作品：溶けていく / 紙魚家崩壊 / 死と密室 / 白い朝 / サイコロ、コロコロ / おにぎり、ぎりぎり / 蝶 / 俺の席 / 新釈おとぎばなし
- 『ひとがた流し』（2006年7月 朝日新聞社 / 2009年5月 新潮文庫 / 2022年9月 朝日文庫）
  - 第136回直木賞候補。2007年12月、NHK土曜ドラマでドラマ化。
- 『1950年のバックトス』（2007年8月 新潮社 / 2010年6月 新潮文庫）
  - 収録作品：百物語 / 万華鏡 / 雁の便り / 包丁 / 真夜中のダッフルコート / 昔町 / 恐怖映画 / 洒落小町 / 凱旋 / 眼 / 秋 / 手を冷やす / かるかや / 雪が降ってきました / 百合子姫・怪奇毒吐き女 / ふっくらと / 大きなチョコレート / 石段・大きな木の下で / アモンチラードの指輪 / 1950年のバックトス / 林檎の香 / ほたてのステーキと鰻
- 『野球の国のアリス』（2008年8月 講談社 ミステリーランド / 2016年1月 講談社文庫）
- 『元気でいてよ、R2-D2。』（2009年8月 集英社 / 2012年8月 集英社文庫 / 2015年10月 角川文庫）
  - 収録作品：マスカット・グリーン / 腹中の恐怖 / 微塵隠れのあっこちゃん / 三つ、惚れられ / よいしょ、よいしょ / 元気でいてよ、R2-D2。 / さりさりさり / ざくろ / スイッチ
- 『飲めば都』（2011年5月 新潮社 / 2013年10月 新潮文庫） - 連作短編集
- 『八月の六日間』（2014年5月 KADOKAWA / 2016年6月 角川文庫）
- 『遠い唇』（2016年9月 KADOKAWA / 2019年11月 角川文庫）
  - 【改題・増補】『遠い唇 北村薫自選 日常の謎作品集』（2023年9月 角川文庫）
    - 収録作品：しりとり / パトラッシュ / 解釈 / 続・二銭銅貨 / ゴースト / ビスケット / 遠い唇 / 振り仰ぐ観音図（増補版のみ） / わらいかわせみに話すなよ（増補版のみ）
- 『ヴェネツィア便り』（2017年10月 新潮社  / 2020年11月 新潮文庫）
  - 収録作品：麝香連理草 / 誕生日 アニヴェルセール / くしゅん / 白い本 / 大ぼけ 小ぼけ / 道 / 指 / 開く / 岡本さん / ほたるぶくろ / 機知の戦い / 黒い手帳 / 白い蛇、赤い鳥 / 高み / ヴェネツィア便り
- 『雪月花 謎解き私小説』（2020年8月 新潮社 / 2023年1月 新潮文庫）
  - 収録作品：よむ / つき / ゆめ / ゆき / ことば / はな
- 『水 本の小説』（2022年11月 新潮社）
  - 収録作品：手 / ○ / 糸 / 湯 / ゴ / 札 / 水
- 『不思議な時計 本の小説』（2024年3月 新潮社）
  - 収録作品：不思議な島 / 島から星へ / 星からブランデー / ブランデーから授業 / 授業から映画 / 映画から手品 / 手品から蜂 / 蜂から時計 / 不思議な時計

### 評論・エッセイ
- 『謎物語 あるいは物語の謎』（1996年5月 中央公論社 / 1999年5月 中公文庫 / 2004年10月 角川文庫 / 2019年11月 創元推理文庫）
- 『ミステリは万華鏡』（1999年5月 集英社 / 2002年9月 集英社文庫 / 2010年3月 角川文庫 / 2021年9月 創元推理文庫）
- 『ベスト・ミステリ論18 ミステリよりおもしろい』（2000年7月 宝島社新書） - 編集：小森収
- 詩歌の待ち伏せ
  - 『詩歌の待ち伏せ』（2002年6月 - 2003年10月 文藝春秋【上・下】 / 2006年2月 - 3月 文春文庫【1・2】）
  - 『続・詩歌の待ち伏せ』（2005年4月 文藝春秋）
    - 【改題】『詩歌の待ち伏せ 3』（2009年12月 文春文庫）

  - 【合本】『詩歌の待ち伏せ』（2020年7月 ちくま文庫） - 上記3冊を合本
- 『ミステリ十二か月』（2004年10月 中央公論新社 / 2008年1月 中公文庫）
- 『北村薫のミステリびっくり箱』（2007年11月 角川書店 / 2010年9月 角川文庫）
- 『北村薫の創作表現講義 あなたを読む、わたしを書く』（2008年5月 新潮選書）
- 『自分だけの一冊 北村薫のアンソロジー教室』（2010年1月 新潮選書）
- 北村薫のエッセイ
  - 『読まずにはいられない 北村薫のエッセイ』（2012年12月 新潮社）
  - 『書かずにはいられない 北村薫のエッセイ』（2014年3月 新潮社）
  - 『愛さずにいられない 北村薫のエッセイ』（2017年3月 新潮社）
- 『静かなる謎 北村薫』（2004年6月 宝島社）
- 『北村薫と日常の謎』（2013年3月 宝島社文庫）
- 『うた合わせ 北村薫の百人一首』（2016年4月 新潮社 / 2019年10月 新潮文庫）
- 『本と幸せ』（2019年9月 新潮社）
- ユーカリの木の蔭で
  - 『ユーカリの木の蔭で』（2020年5月 本の雑誌社）
  - 『神様のお父さん ユーカリの木の蔭で2』（2023年11月 本の雑誌社）

### アンソロジー（編纂）
- 謎のギャラリー
  - マガジンハウス版
    - 『謎のギャラリー』（1998年7月 マガジンハウス）
    - 『謎のギャラリー 特別室』（1998年7月 マガジンハウス）
    - 『謎のギャラリー 特別室2』（1998年11月 マガジンハウス）
    - 『謎のギャラリー 特別室3』（1999年5月 マガジンハウス）
    - 『謎のギャラリー 最後の部屋』（1999年5月 マガジンハウス）

  - 新潮社版
    - 『謎のギャラリー 名作博本館』（2002年2月 新潮文庫）
    - 『謎のギャラリー 謎の部屋』（2002年2月 新潮文庫）
    - 『謎のギャラリー こわい部屋』（2002年3月 新潮文庫）
    - 『謎のギャラリー 愛の部屋』（2002年3月 新潮文庫）

  - 筑摩書房版
    - 『謎の部屋 謎のギャラリー』（2012年7月 ちくま文庫）
    - 『こわい部屋 謎のギャラリー』（2012年8月 ちくま文庫）

  - 新潮社版の『謎のギャラリーシリーズ』は、マガジンハウス版のそれを改題・再編集したものである。つまり、本一つ一つの内容は違っているが、全体のラインナップはどちらも同じとなっている。
- 『推理短編六佳撰』（1995年11月 創元推理文庫） - 共編：宮部みゆき
- 鮎川哲也短編傑作選
  - 『五つの時計』（1999年2月 創元推理文庫）
  - 『下り“はつかり”』（1999年3月 創元推理文庫）
- 『北村薫の本格ミステリ・ライブラリー』（2001年8月 角川文庫）
- 『推理作家になりたくて第6巻 マイベストミステリー 謎』（2004年4月 文藝春秋） - 共編：阿刀田高、新保博久、宮部みゆき 編集委員特別座談会「作家の原点がわかるアンソロジー」も収録。
- 『北村薫のミステリー館』（2005年9月 新潮文庫）
- 名短篇シリーズ - 共編：宮部みゆき
  - 『名短篇、ここにあり』（2008年1月 ちくま文庫）
  - 『名短篇、さらにあり』（2008年2月 ちくま文庫）
  - 『とっておき名短篇』（2011年1月 ちくま文庫）
  - 『名短篇ほりだしもの』（2011年1月 ちくま文庫）
  - 『読まずにいられぬ名短篇』（2014年5月 ちくま文庫）
  - 『教えたくなる名短篇』（2014年6月 ちくま文庫）
- 半七捕物帳傑作選 - 共編：宮部みゆき
  - 『読んで、「半七」！ 半七捕物帳傑作選一』（2009年5月 ちくま文庫）
  - 『もっと、「半七」！ 半七捕物帳傑作選二』（2009年6月 ちくま文庫）
- 『北村薫と有栖川有栖の名作ミステリーきっかけ大図鑑【全3巻】』（2016年1月 日本図書センター） - 共編：有栖川有栖
- 選んで、語って、読書会 - 共編：有栖川有栖、宮部みゆき
  - 『選んで、語って、読書会〈1〉』（2025年3月 創元推理文庫）
  - 『選んで、語って、読書会〈2〉』（2025年3月 創元推理文庫）

### アンソロジー（収録）
「」内が北村薫の作品
- 『現代の小説1992』（1992年5月 徳間書店）「水に眠る」
- 『日本ベストミステリー「珠玉集」〈上〉』（1992年6月 光文社カッパ・ノベルス）「白い朝」
  - 【改題】悪夢のマーケット（1996年2月 光文社文庫）
- 『「傑作推理（ベスト・オブ・ベスト）」大全集〈上〉』（1995年6月 光文社カッパ・ノベルス）「溶けていく」
  - 【改題】『仮面のレクイエム 日本のベストミステリー選集25』（1998年6月 光文社文庫）
- 『教室は危険がいっぱい 学園ミステリー傑作集』（1996年4月 光文社文庫）「織部の霊」
- 『ザ・ベストミステリーズ1998 推理小説年鑑』（1998年6月 講談社）「朝霧」
  - 【分冊・改題】『完全犯罪証明書』（2001年4月 講談社文庫）
- 『最新「珠玉推理（ベスト・オブ・ベスト）」大全〈上〉』（1998年8月 光文社カッパ・ノベルス）「雁の便り」
  - 【改題】『幻惑のラビリンス 日本ベストミステリー選集28』（2001年5月 光文社文庫）
- 『ミステリー傑作選・特別編5 自選ショート・ミステリー1』（2001年7月 講談社文庫）「眼」
- 『事件現場に行こう 最新ベスト・ミステリーカレイドスコープ編』（2001年11月 光文社カッパ・ノベルス）「かるかや」
  - 【改題】『事件現場に行こう 日本ベストミステリー選集33』（2006年4月 光文社文庫）
- 『新本格猛虎の会の冒険』（2003年3月 東京創元社）「五人の王と昇天する男達の謎」
- 『ザ・ベストミステリーズ2003 推理小説年鑑』（2003年7月 講談社）「虚栄の市」
  - 【分冊・改題】『殺人格差 ミステリー傑作選』（2006年11月 講談社文庫）
- 『七つの危険な真実』（2004年1月 新潮文庫）「眠れる森」
- 『推理作家になりたくて第5巻 マイベストミステリー 鍵』（2004年2月 文藝春秋）「ものがたり」
- 『凶鳥の黒影 中井英夫へ捧げるオマージュ』（2004年9月 河出書房新社）「彗星との邂逅」
- 『秘密。私と私のあいだの十二話』（2005年3月 メディアファクトリー）「百合子姫」「怪奇毒吐き女」
- 『七つの黒い夢』（2006年2月 新潮文庫）「百物語」
- 『吹雪の山荘 赤い死の影の下に』（2008年1月 東京創元社）「第三章 ウィンター・アポカリプス」※リレー小説
  - 【改題】『吹雪の山荘』（2014年11月 創元推理文庫）
- 『きみが見つける物語 十代のための新名作 スクール編』（2008年6月 角川文庫）「空飛ぶ馬」
- 『眠れなくなる夢十夜』（2009年5月 新潮文庫）「指」
- 『9の扉』（2009年7月 マガジンハウス / 2013年11月 角川文庫）「くしゅん」
- 『文豪さんへ。 近代文学トリビュートアンソロジー』（2009年12月 MF文庫）「縁側 / 夏目漱石『門』を語る」
- 『短篇ベストコレクション 現代の小説2010』（2010年6月 徳間文庫）「ざくろ」
- 『暗闇を見よ』（2010年11月 カッパ・ノベルス / 2015年4月 光文社文庫）「三つ、惚れられ」
- 『探偵Xからの挑戦状！3』（2012年5月 小学館文庫）「ビスケット」
- 『坂木司リクエスト！ 和菓子のアンソロジー』（2013年1月 光文社 / 2014年6月 光文社文庫）「しりとり」
- 『奇想博物館 最新ベスト・ミステリー』（2013年12月 光文社）「黒い手帳」
- 『日本文学100年の名作 第8巻 薄情くじら』（2015年3月 新潮文庫）「ものがたり」
- 『古書ミステリー倶楽部 傑作推理小説集3』（2015年5月 光文社文庫）「凱旋」
- 『殺意の隘路 最新ベスト・ミステリー』（2016年12月 光文社）「幻の追伸」
- 『短篇ベストコレクション 現代の小説 2016』（2016年6月 徳間文庫）「茶の痕跡」
- 『猫が見ていた』（2017年7月 文春文庫）「『100万回生きたねこ』は絶望の書か」
- 『だから見るなといったのに 九つの奇妙な物語』（2018年7月 新潮文庫nex）「誕生日」
- 『自薦 THE どんでん返し 3』（2019年1月 双葉文庫）「ざくろ」
- 『小津安二郎 大全』（2019年3月 朝日新聞出版）「小津の無声映画をどう観るか」
- 『超短編！ 大どんでん返し』（2021年2月 小学館文庫）「激しい雨」
- 『もう一杯、飲む？』（2021年5月 新潮文庫）「振り仰ぐ観音図」
- 『ミステリ=22 推理小説ベスト・エッセイ』（2024年6月 創元推理文庫）「解釈について」「解釈について（続き）」

## メディア・ミックス

### 漫画

#### 覆面作家は二人いる
作画：美濃みずほ
- 『覆面作家は二人いる 1』（1994年6月 あすかコミックス）
- 『覆面作家は二人いる 2』（1995年5月 あすかコミックス）
- 『覆面作家は二人いる 3』（1995年11月 あすかコミックス）
- 『覆面作家は二人いる 4』（1998年12月 あすかコミックス）

#### 冬のオペラ
作画：南天佑
- 『名探偵・巫弓彦 蘭と韋駄天』（2001年12月 あすかコミックスDX）
- 『冬のオペラ』（2002年9月 あすかコミックスDX）

#### ベッキーさんシリーズ
作画： 三浦靖冬
- 『ベッキーさんと私 1』（2025年4月 ビッグコミックス）

#### その他の漫画
- 『まんが このミステリーが面白い！ 北村薫ミステリー傑作選』（2011年1月 ぶんか社コミック文庫）
  - 収録作品：水に眠る（作画：文月今日子） / ものがたり（作画：橋本多佳子） / はるか（作画：安武わたる） / 三角の水（作画：南天佑） / 蘭と韋駄天（作画：南天佑） / 冬のオペラ（作画：南天佑）
- 『空飛ぶ馬』（2021年4月 torch comics） - 作画：タナカミホ